# Lippo Hertzka
Lippo Hertzka (en húngaro: Lipót Hertzka; Budapest, 19 de noviembre de 1904-Montemor-o-Novo, 14 de marzo de 1951) fue un jugador y entrenador de fútbol húngaro.

## Trayectoria
Llegó a España al fichar por la Real Sociedad de Foot-Ball procedente del equipo amateur alemán Essener Schwarz-Weiß. Los germanos visitaron al club donostiarra en una gira para recaudar fondos para reformar su estadio, y los dirigentes se fijaron en el jugador húngaro tras dos encuentros amistosos en Atocha.
Cambió así su actividad, ya que pasó de jugador amateur a ser entrenador profesional para el curso 1923-24, el primero de tal índole del conjunto «txuri-urdin». Los contactos de Hertzka con el fútbol de Centroeuropa lograron que el equipo fuera, en el verano de 1924, el primero de España en viajar de gira por Austria, Hungría y Alemania. El éxito de la misma, hizo que se repetiría al año siguiente. Como entrenador en San Sebastián disputó 52 partidos, ganando 35, empatando 8 y perdiendo 9.
Cambió la capital donostiarra por la vizcaína, recalando las siguientes dos temporadas en el Athletic Club. Con ambos clubes logró el correspondiente Campeonato Regional, y de ahí puso rumbo a otros dos años en el Sevilla Foot-Ball Club. Además de dos nuevos títulos regionales, en la temporada 1928-29 hizo campeón de Segunda División al conjunto hispalense, aunque no consiguió el ascenso a Primera División ya que por entonces no existía el ascenso directo, y perdieron en la promoción con el que había quedado último clasificado en Primera, el Racing de Santander. A falta de dos partidos para concluir la estación 1929-30, y como uno de los más relevantes entrenadores de la época del fútbol español, firmó como entrenador del Madrid Foot-Ball Club, mientras que el hasta entonces en el cargo madridista, José Quirante, terminaría por tomar rumbo al club sevillista.
Con él, y tras un irrelevante primer curso, el conjunto madrileño conquistó el primer Campeonato de Liga de su historia, en la temporada 1931-32. Esa temporada nadie fue capaz de ganar a los de Hertzka, que lograron diez victorias y ocho empates. Ningún equipo español ha repetido esa hazaña. Pese al éxito, la directiva madridista, presidida entonces por Luis Usera, decide que Hertzka sea sustituido de forma interina por Santiago Bernabéu (que dura sólo 24 días en el cargo) y posteriormente por el inglés Robert Edwin Firth. Su no continuación en el conjunto merengue parece que se debió a la falta de autoridad del entrenador húngaro con los jugadores, y el malestar generado en el club tras caer eliminados en la primera ronda de la Copa del Rey por un equipo de Segunda División como lo era el Deportivo de La Coruña.
Tras su campeonato de Primera División con el Madrid, se trasladó a Alicante, donde entrenó al Hércules Club de Fútbol por otras dos temporadas. En el equipo herculano consigue en su primera temporada ser campeón de Tercera División aunque no se consiguió ascender en la fase de ascenso que se adjudicó el CE Sabadell. En la temporada 1933/34 es cesado el 14 de enero de 1934 tras perder en el Estadio Bardín de Alicante frente al Real Gimnástico CF, sustituyéndole en el cargo el jugador del Hércules CF, Manuel Suárez de Begoña. El Hércules CF quedó 4º, pero la RFEF en julio de 1934 acordó ascender al Hércules CF a Segunda División tras una reforma de categorías.
En su periplo portugués Hertzka se convirtió en un entrenador muy importante en el Sport Lisboa e Benfica donde consiguió varios campeonatos de Primeira Divisão.

## Estadísticas

### Entrenador
Iniciado en el amateur Essener Schwarz-Weiß en 1922, tras disputar un par de amistosos frente a la Real Sociedad para recaudar fondos para las reformas del estadio del conjunto germano, los vascos le contrataron. Fue el primer entrenador profesional oficial de la entidad de Atocha, y les llevó a realizar una gira por Austria, Alemania y Hungría, el primer club español en hacerlo por aquellas tierras. Esta costumbre la adoptó también en sus siguientes equipos, el Athletic Club y el Madrid Foot-Ball Club, fechas en las que ya se disputaba en la zona la Copa Mitropa —la que fuera antecesora de la Copa de Europa—, que permitieron a los equipos de Europa Central dar un salto cualitativo frente a los equipos occidentales, aún saliendo del amateurismo.
Tras una exitosa carrera, falleció a mediados de 1951, mientras dirigía al União Montemor portugués.
| Club                 | País     | Año     |
| -------------------- | -------- | ------- |
| Real Sociedad        | España   | 1923-26 |
| Athletic Club        | España   | 1926-28 |
| Sevilla F. C.        | España   | 1928-30 |
| Madrid F. C.         | España   | 1930-32 |
| F. C. Hércules       | España   | 1932-34 |
| Recreativo Granada   | España   | 1934-35 |
| S. L. Benfica        | Portugal | 1935-39 |
| C. F. Os Belenenses  | Portugal | 1939-40 |
| Académica de Coimbra | Portugal | 1940-41 |
| F. C. Porto          | Portugal | 1942-45 |
| G. D. Estoril Praia  | Portugal | 1946-47 |
| SL Benfica           | Portugal | 1947-48 |
| União Montemor       | Portugal | 1948-51 |

## Palmarés

### Como entrenador
| Título             | Club           | Año  |
| ------------------ | -------------- | ---- |
| Regional           | Real Sociedad  | 1925 |
| Regional           | Athletic Club  | 1928 |
| Regional           | Sevilla F. C.  | 1929 |
| Regional           | Sevilla F. C.  | 1930 |
| Regional           | Madrid F. C.   | 1931 |
| Regional           | Madrid F. C.   | 1932 |
| Campeonato de Liga | Madrid F. C.   | 1932 |
| Regional           | F. C. Hércules | 1933 |
| Campeonato de Liga | S. L. Benfica  | 1936 |
| Campeonato de Liga | S. L. Benfica  | 1937 |
| Campeonato de Liga | S. L. Benfica  | 1938 |